# Czimtarga
Czimtarga, kullai Czimtarga  (tadż. Қуллаи Чимтарға) – góra w Tadżykistanie, w północno-zachodniej części kraju, 21 km od granicy z Uzbekistanem, w górach Fon, będących częścią Gór Zarafszańskich, w dystrykcie Ajni, 85 km od Duszanbe, 110 km od Samarkandy (Uzbekistan).
Wysokość wzniesienia wynosi 5489 m n.p.m., co czyni ją najwyższym wzniesieniem gór Fon. Wybitność wynosi 2266 m.